# Kang Min-ho
Detta är ett koreanskt namn; familjenamnet är Kang.
Kang Min-ho, född den 18 augusti 1985, är en sydkoreansk basebollspelare som tog guld för Sydkorea vid olympiska sommarspelen 2008 i Peking.
Kang representerade även Sydkorea vid World Baseball Classic 2009, när Sydkorea kom tvåa, och 2013.